# Caseya taliae
Caseya taliae är en mångfotingart som beskrevs av Gardner och Shelley 1989. Caseya taliae ingår i släktet Caseya och familjen Caseyidae. Inga underarter finns listade i Catalogue of Life.